# Samaschki
Samaschki (russisch Самашки; tschetschenisch СаьмаІашка) ist ein Dorf (selo) in der Republik Tschetschenien in Russland mit 11.275 Einwohnern (Stand 14. Oktober 2010).

## Geographie
Der Ort liegt am Nordrand des Großen Kaukasus gut 30 km Luftlinie westlich der Republikhauptstadt Grosny am linken Ufer der Sunscha.
Samaschki gehört zum Rajon Atschchoi-Martanowski und befindet sich gut 10 km nördlich von dessen Verwaltungszentrum Atschchoi-Martan. Das Dorf ist Sitz und einzige Ortschaft der Landgemeinde Samaschkinskoje selskoje posselenije.

## Geschichte
Der Ort entstand 1851 während des Kaukasuskrieges von 1817 und 1864 als kosakische Staniza Samaschkinskaja (nach einem tschetschenischen Toponym) im Verlauf der russischen Sunscha-Verteidigungslinie. Ab 1924, nach der Umsiedlung der kosakischen Bevölkerung und Neubesiedlung mit Tschetschenen, ist die heutige Namensform offiziell. Sie wurde – im Unterschied zu den meisten anderen Ortsnamen der Region – in der Periode der Deportation der tschetschenischen Bevölkerung von 1944 bis 1957 nicht geändert.
Während des Ersten Tschetschenienkriegs kam es in und um Samaschki, wo sich auch bis zu 10.000 Flüchtlinge aufhielten, am 7. und 8. April 1995 zu einer Aktion der russischen Armee gegen tschetschenische Separatisten, in deren Verlauf auch über 100 Zivilisten getötet wurden. Die russischen Einheiten standen unter dem Kommando von Anatoli Sergejewitsch Kulikow.

### Bevölkerungsentwicklung
| Jahr | Einwohner |
| ---- | --------- |
| 1970 | 6.796     |
| 1979 | 9.185     |
| 2002 | 10.824    |
| 2010 | 11.275    |

Anmerkung: Volkszählungsdaten

## Verkehr
Gut 5 km südlich von Samaschki verläuft die föderale Fernstraße R217 Kawkas (ehemals M29) vorbei, die von Pawlowskaja in der Region Krasnodar entlang dem Kaukasusnordrand zur aserbaidschanischen Grenze verläuft, und durch den nördlichen Teil des Ortes die Regionalstraße, die von Grosny über Alchan-Kala kommend weiter nach Sernowodskoje führt. Durch Alchan-Kala verläuft eine Querverbindung zwischen den beiden Straßen, die beim Dorf die Sunscha kreuzt und sich südlich der R217 in Richtung Atschchoi-Martan fortsetzt.
Am nördlichen Ortsrand befand sich bei Streckenkilometer 2094 (ab Moskau) die Bahnstation Samaschkinskaja an der 1894 eröffneten und seit 1986 elektrifizierten Eisenbahnstrecke Beslan – Grosny – Gudermes. Deren Abschnitt Slepzowskaja (bei Sunscha in Inguschetien) – Grosny wurde jedoch während der Tschetschenienkriege in den 1990er-Jahren zerstört und abgebaut.

## Söhne und Töchter des Ortes
- Saurbek Bajsangurow (* 1985), Boxer